# Medusa (zoologia)
La medusa è un animale planctonico, in prevalenza marino, appartenente al phylum degli Cnidari.
Generalmente rappresenta uno stadio del ciclo vitale che inizia dopo la riproduzione sessuata di un polipo.

## Sistematica
Le meduse di dimensioni maggiori si ritrovano nella classe degli Scyphozoa, le cosiddette scifomeduse, tra le quali primeggia la Cyanea capillata, diffusa nei climi temperati e artici, che può arrivare ai 2,5 m di diametro. Lo stadio polipoide è molto spesso ridotto e nella Stygiomedusa gigantea e Pelagia noctiluca, specie oloplanctoniche, che risulta invece assente.
Nei Cubozoi la struttura a forma di ombrello è di forma cubica con simmetria tetraradiale. Le cubomeduse, meduse diffuse nei mari tropicali, sono di piccole dimensioni, con al massimo i 15 cm (3 m in estensione) delle Chironex fleckeri; tuttavia sono molto pericolose e talvolta mortali anche per l'uomo, che le ha così soprannominate "vespe di mare".
Lo stadio delle meduse si trova invece assente negli Cnidari della classe Anthozoa e in alcune specie di Idrozoi, come per esempio l'Hydra, tra cui in molti altri casi prevale la forma polipoide coloniale, e l'idromedusa è di dimensione e vita ridotta.

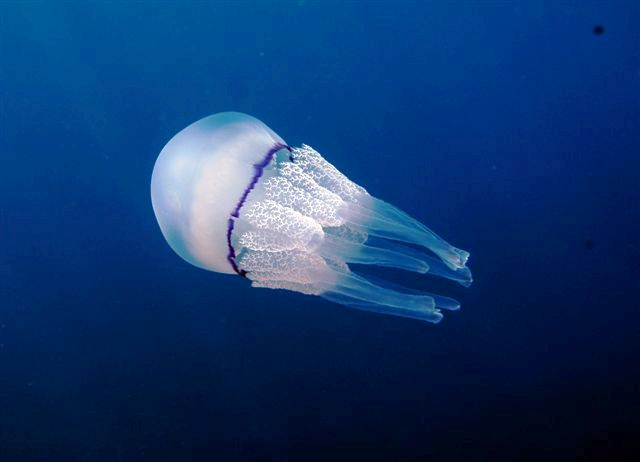
Rhizostoma pulmo, una tipica medusa del Mediterraneo
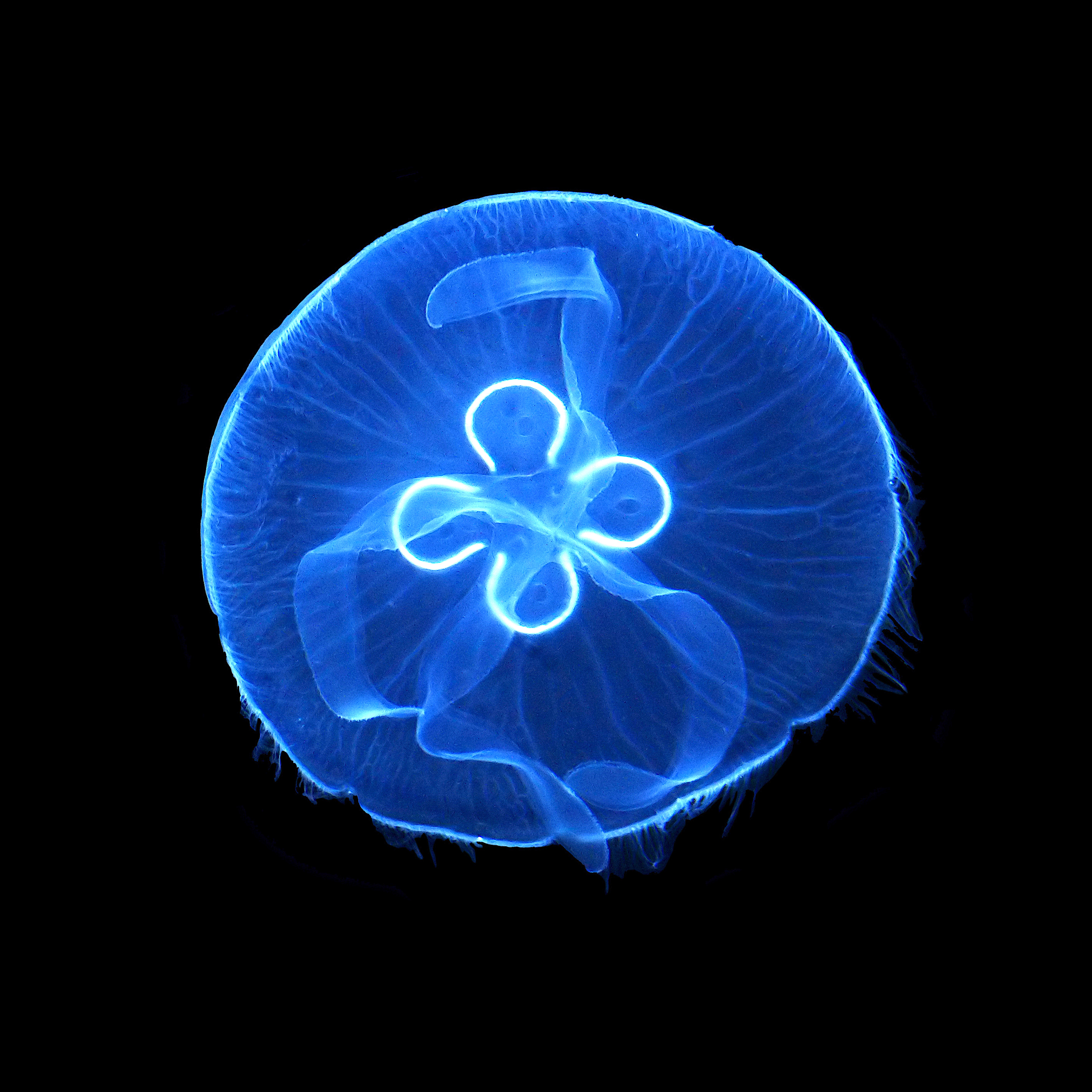
La medusa quadrifoglio, altra tipica medusa del Mediterraneo
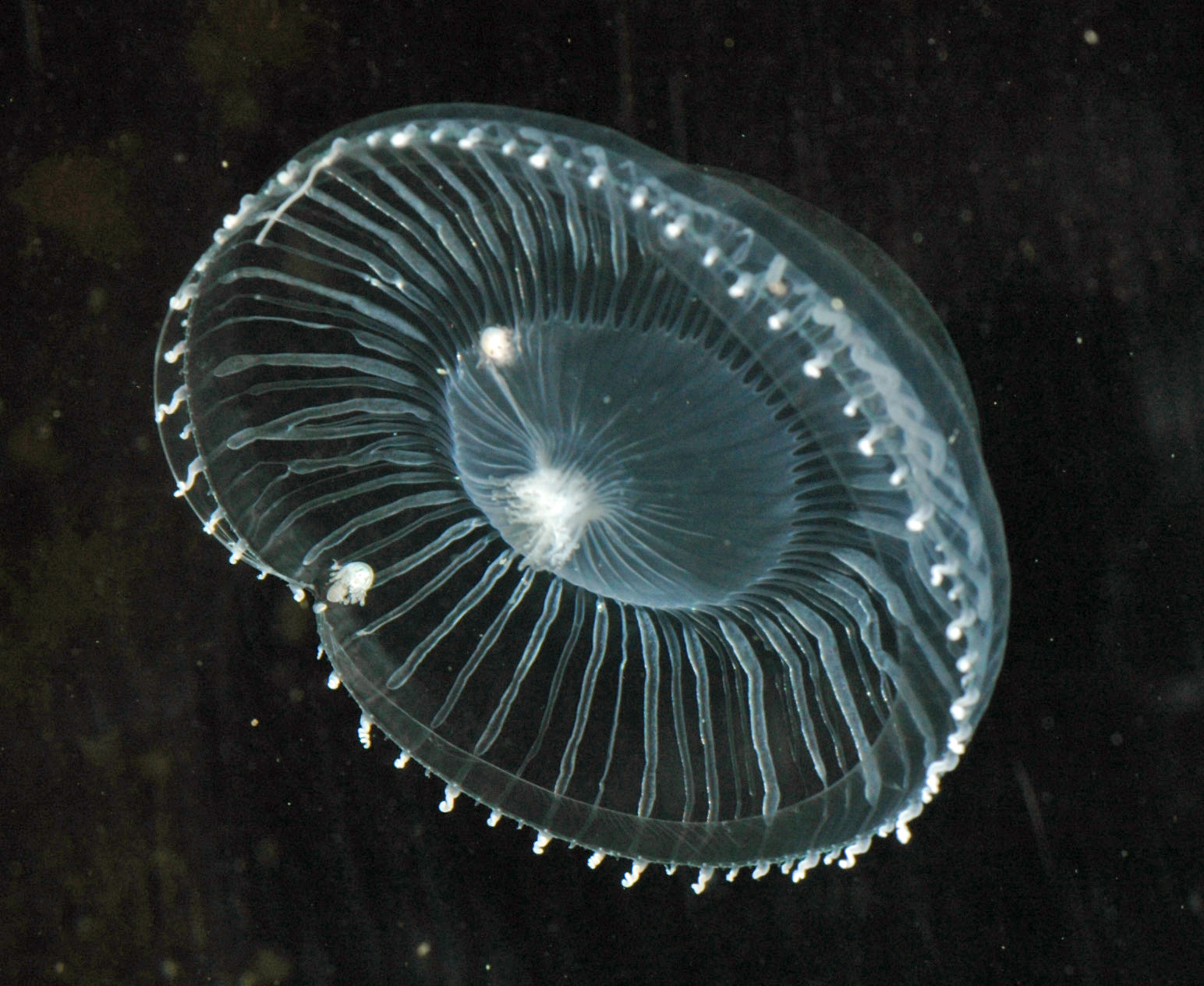
Aequorea victoria
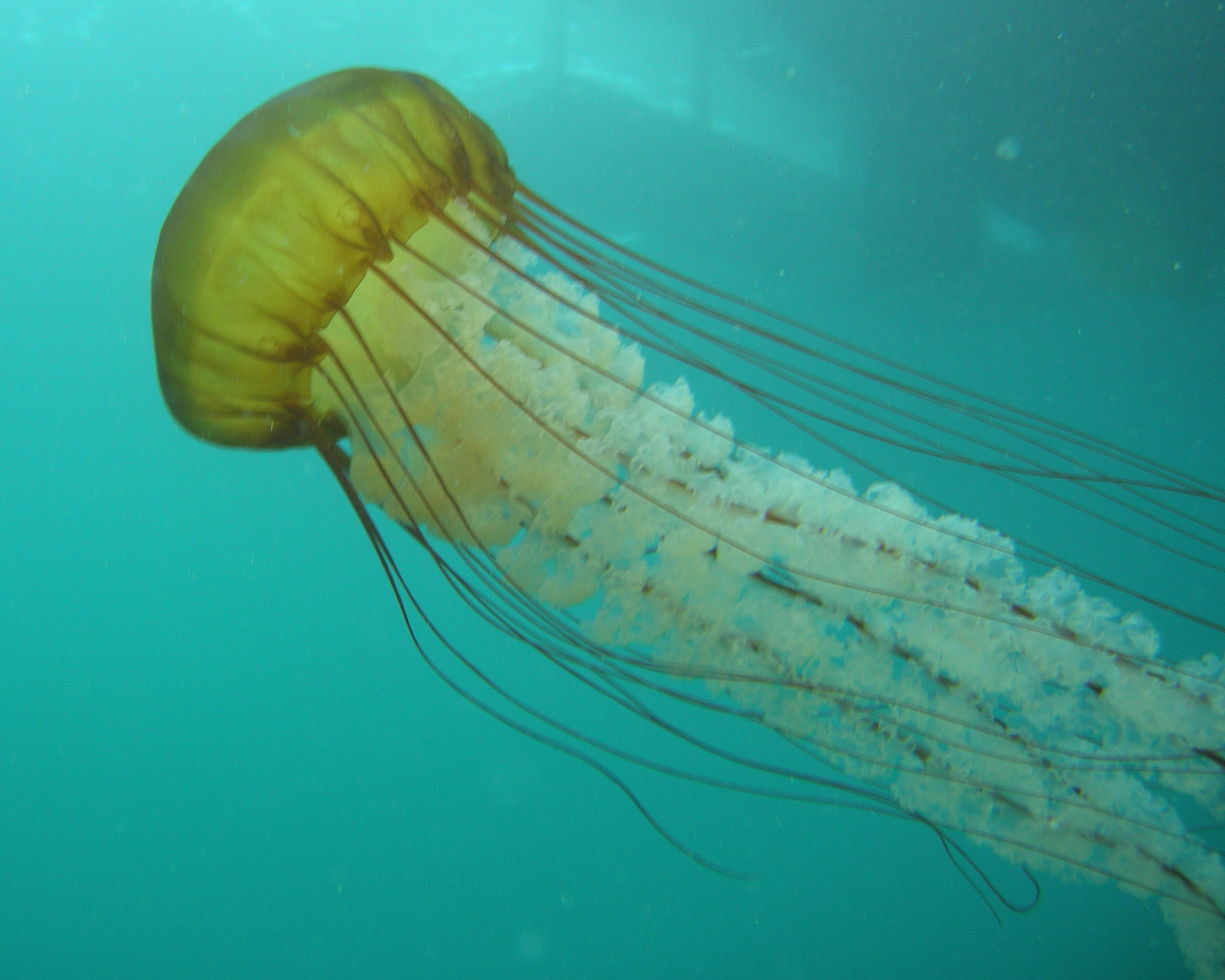
Chrysaora fuscescens
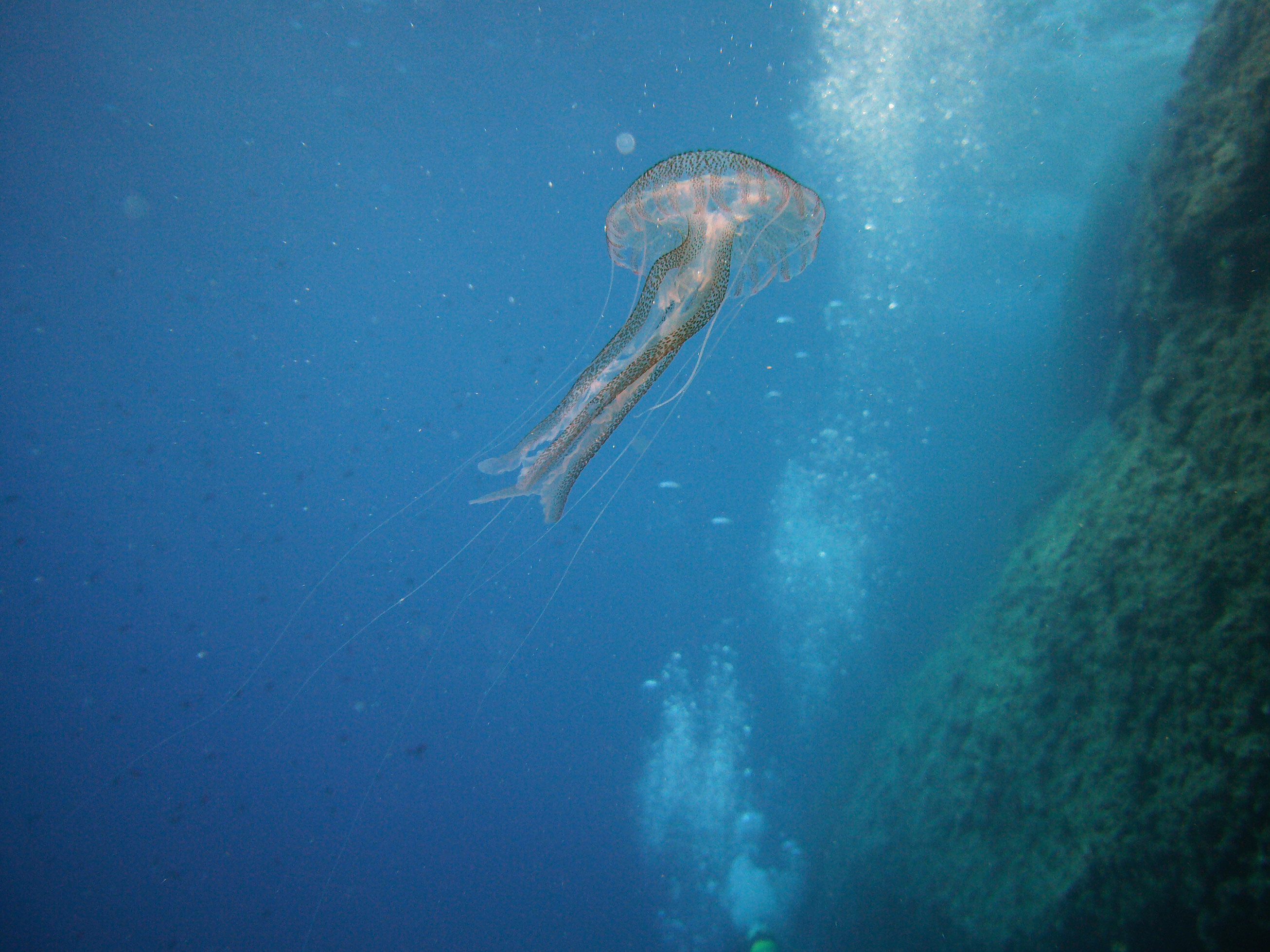
Pelagia noctiluca
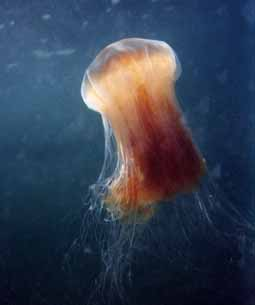
Cyanea capillata
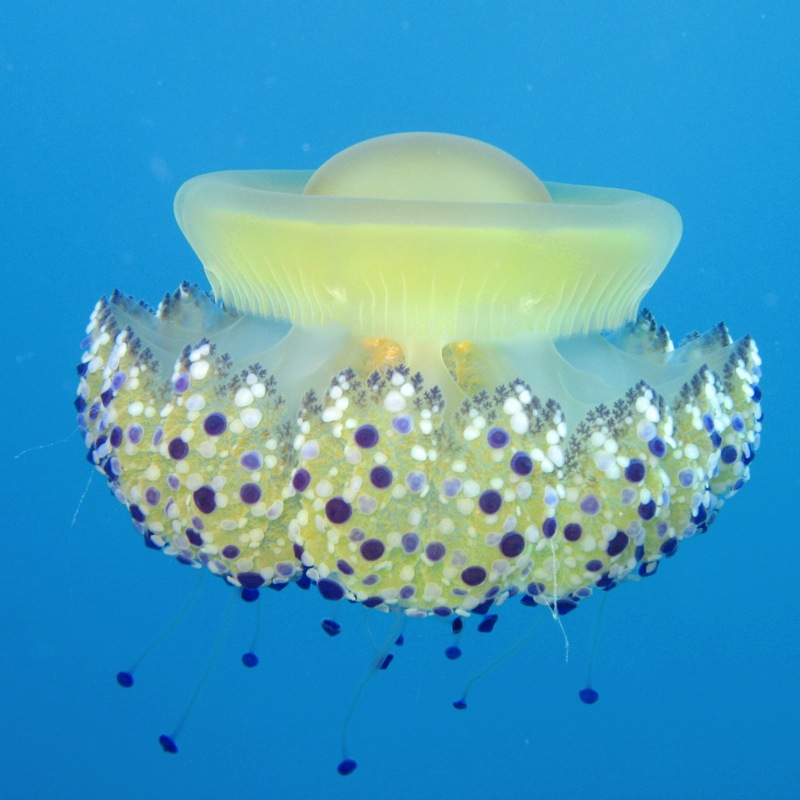
Cotylorhiza tuberculata
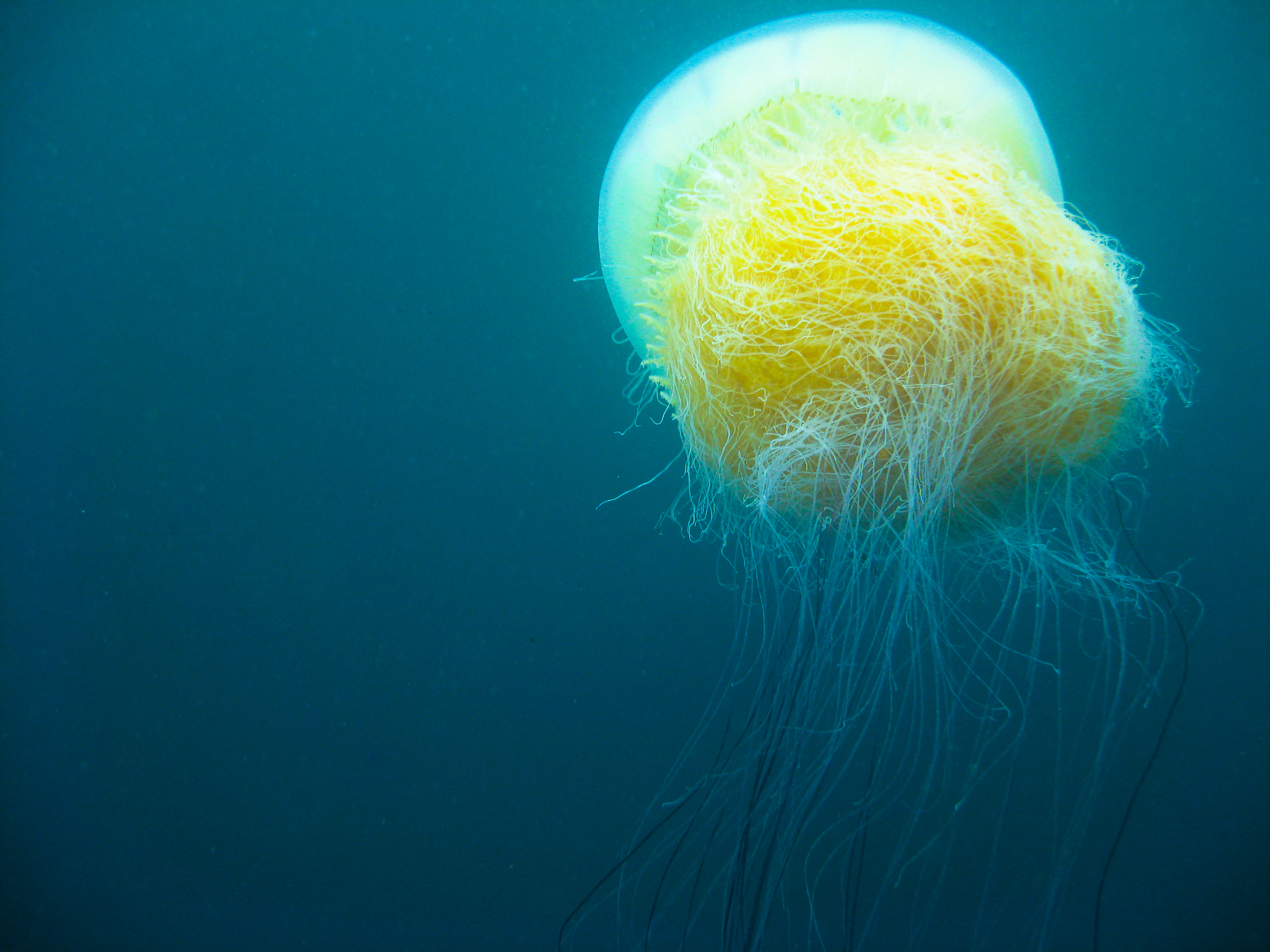
Nemopilema nomurai, la più grande medusa del mondo
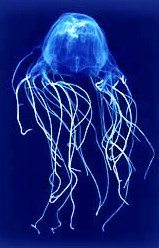
Chironex fleckeri, la medusa più velenosa del mondo
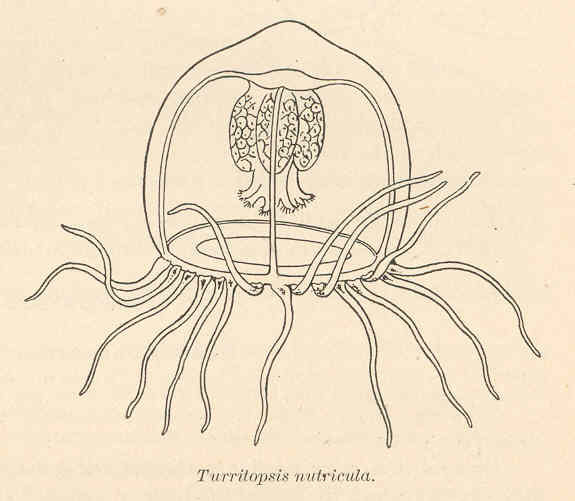
Illustrazione di Turritopsis nutricula, nota comunemente come "medusa immortale"
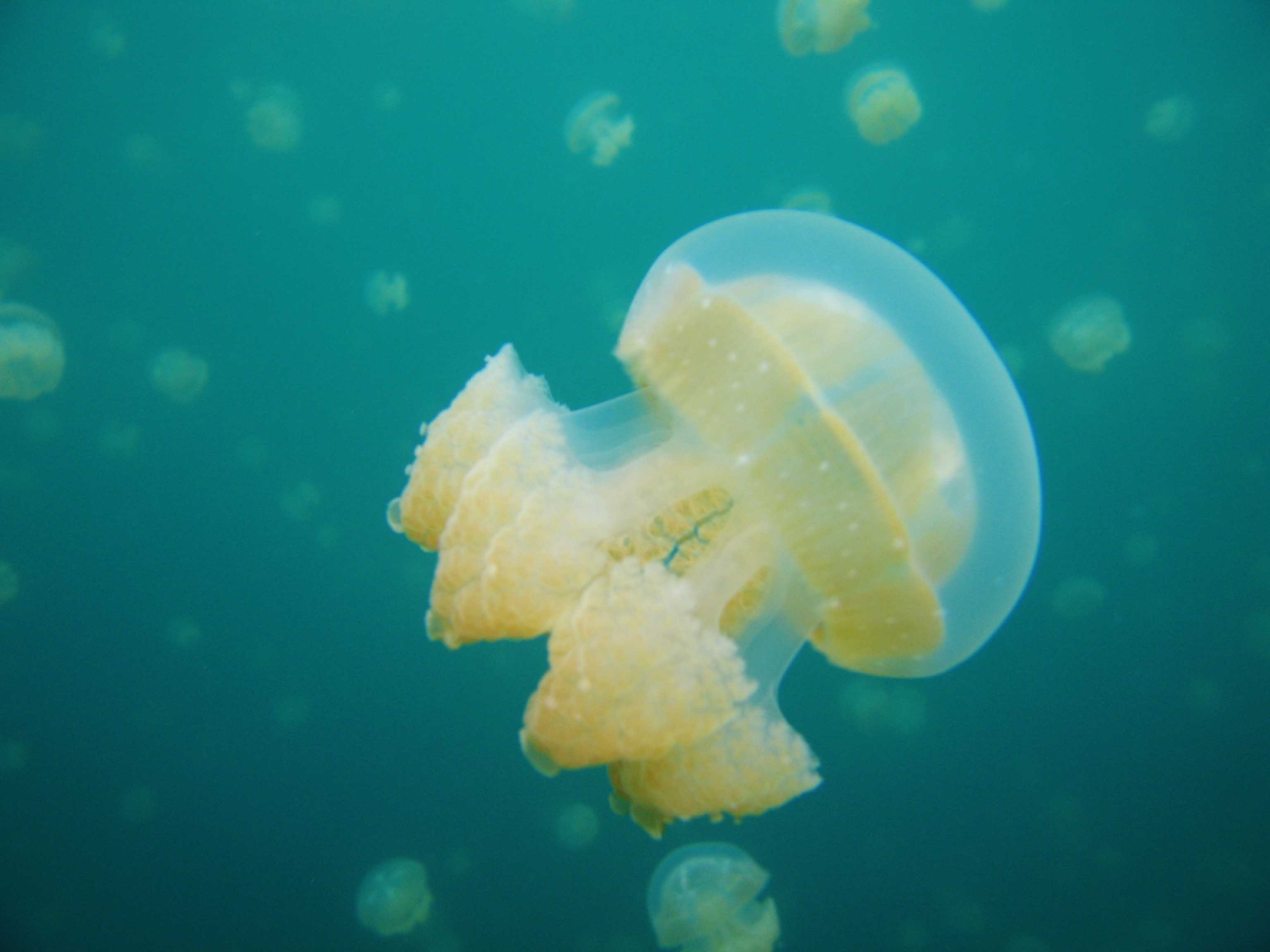
Medusa del genere Catostylus, priva di tentacoli
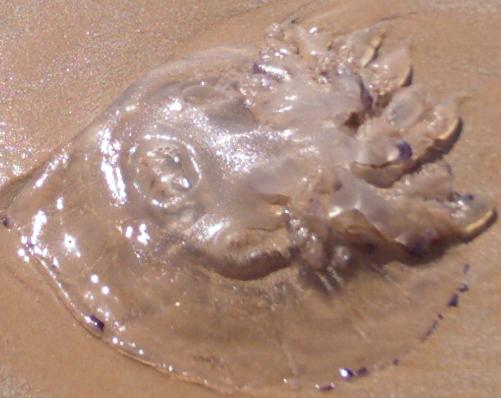
Medusa spiaggiata
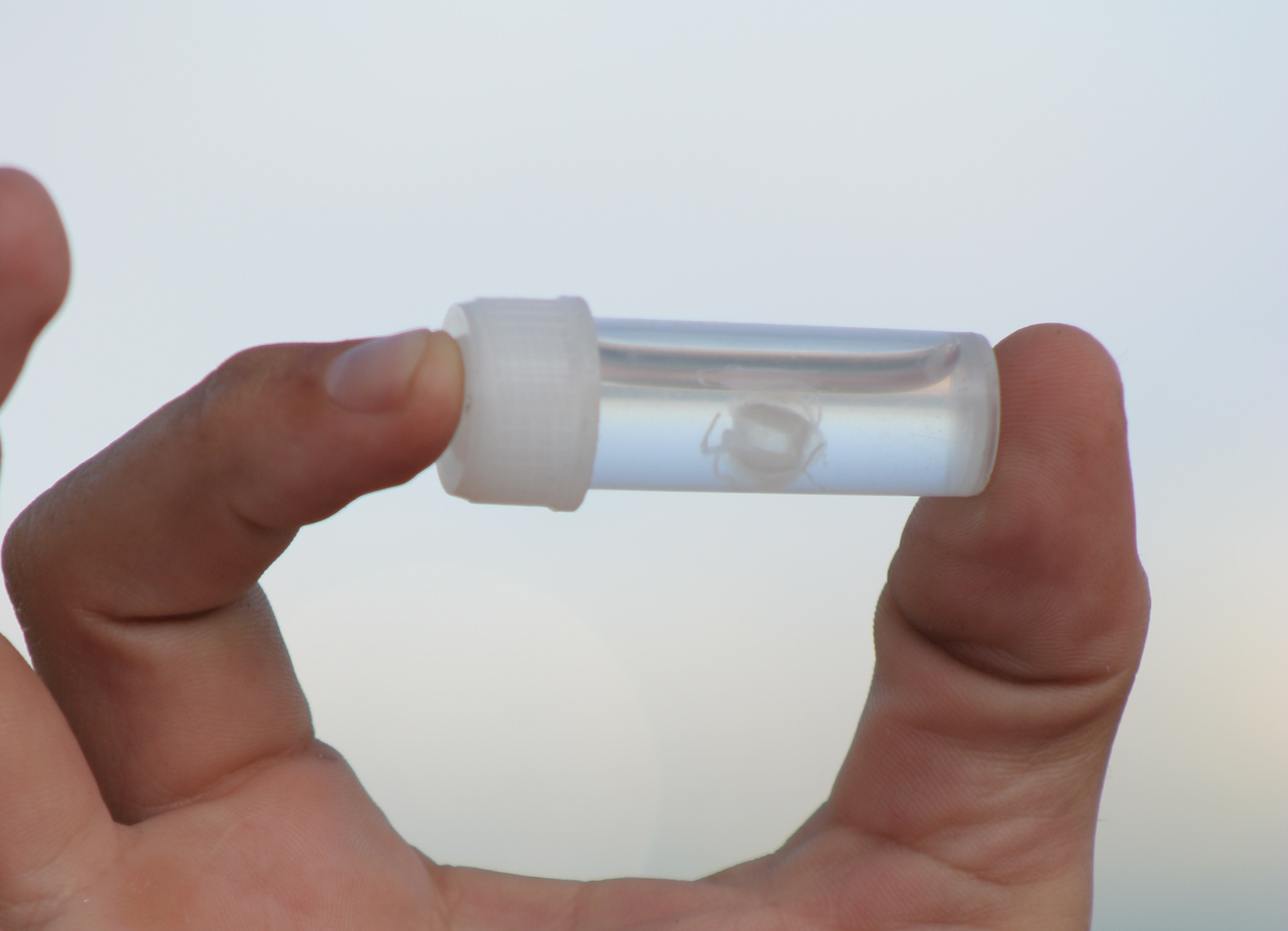
Un esemplare di medusa Carukia barnesi in provetta
- Meduse all'Acquario di Genova

## Anatomia e fisiologia

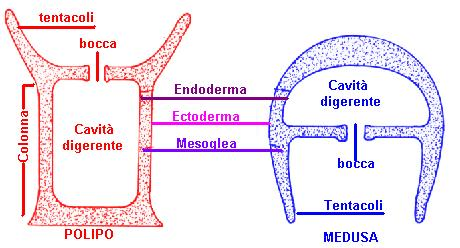
Differenze strutturali tra polipo e medusa.

Schema di idromedusa:
1. Ectoderma;
2. Mesoglea;
3. Gastroderma;
4. Cavità gastrovascolare;
5. Canale radiale;
6. Canale circolare;
7. Tentacolo;
8. Velo;
9. Anello nervoso esterno;
10. Anello nervoso interno;
11. Gonade;
12. Manubrio;
13. Bocca;
14. Esombrella;
15. Subombrella.

La forma generica di una medusa è quella di un polipo rovesciato. Può essere immaginata come un sacco leggermente appiattito, dove si riconoscono una zona superiore convessa, l'esombrella, e una regione inferiore concava, detta subombrella, al cui centro è posta la bocca che si collega alla cavità gastrovascolare mediante una struttura tubulare chiamata manubrium (manubrio). Dal margine subombrellare si propagano dei tentacoli urticanti a scopo di difesa e di predazione.
Il corpo delle meduse è composto per circa il 98% da acqua, la quale rende difficoltosa la formazione di loro fossili.

### Capacità urticanti

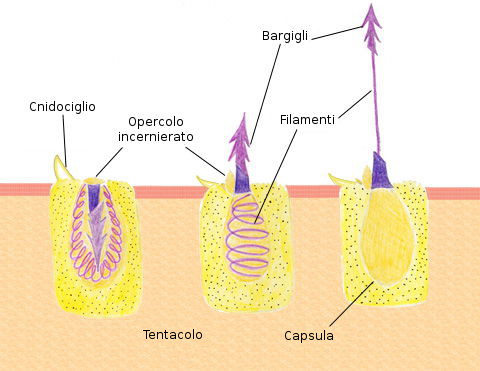
Cnidociti e loro funzionamento.

I tentacoli ospitano gli cnidociti, particolari cellule che funzionano una volta sola, e che devono pertanto essere rigenerate, con funzioni difensive e soprattutto offensive per paralizzare la preda. Si attivano quando vengono toccate grazie a un meccanorecettore detto cnidociglio ed estroflettono dei filamenti urticanti detti cnidae. Le cnidae possono essere nematocisti o spirocisti, e sono collegate a organuli chiamati cnidoblasti contenenti un liquido urticante; in genere le cnidae inoculano una sostanza che uccide la preda per shock anafilattico. Il liquido urticante ha azione neurotossica o emolitica, la cui natura può variare a seconda della specie, ma di solito è costituita da una miscela di tre proteine a effetto cooperativo. 
Dai suoi studi, il premio Nobel Charles Robert Richet individuò le tre proteine e le classificò come ipnotossina, talassina e congestina. L'ipnotossina ha effetto anestetico, quindi paralizzante; la talassina ha un comportamento allergenico che causa una risposta infiammatoria; la congestina paralizza l'apparato circolatorio e respiratorio.
Anche se non tutte le meduse sono urticanti, alcune cubomeduse come la Chironex fleckeri sono particolarmente pericolose per l'uomo e in taluni casi possono anche causare la morte per shock anafilattico.
Secondo Fenner & Williamson, i casi mortali segnalati sono soprattutto localizzati nelle aree del sud-est asiatico e dell'Oceania e nel Golfo del Messico, mentre le specie normalmente presenti nel Mediterraneo non sono mai così pericolose.
Le sostanze urticanti liberate dalle nematocisti delle meduse provocano una reazione infiammatoria acuta caratterizzata da eritema, gonfiore, vescicole e bolle, accompagnata da bruciore e sensazione di dolore. Questa reazione è dovuta all'effetto tossico diretto del liquido contenuto in tentacoli di medusa (nematocisti). A volte le meduse possono provocare lesioni cutanee ritardate nel tempo. La reazione cutanea ritardata nel tempo rappresenta un'entità clinica seria nella quale si sviluppano lesioni di tipo eczematose a distanza di giorni o di mesi dopo il contatto con gli invertebrati, in questi casi si può anche ricorrere, quando particolarmente gravi, a terapie sperimentali con immunosoppressori. Talvolta le lesioni cutanee hanno carattere di dermatiti ricorrenti.
Comunemente vengono utilizzate soluzioni diluite a base di bicarbonato di sodio, ammoniaca o acido acetico per lenire l'effetto urticante provocato dalle nematocisti delle meduse. D'altra parte un recente studio statunitense ha verificato che le stesse sostanze non hanno proprietà lenitive sul dolore; al contrario, l'anestetico per uso topico lidocaina, bloccando i canali ionici del calcio e del sodio delle nematocisti, mostra un'azione inibente il rilascio delle tossine, oltre che un'azione anestetica lenitiva sulla pelle colpita.
Nella terapia di pronto soccorso viene anche usato l'aceto prima di applicare un bendaggio compressivo oppure, nel caso di tentacoli di Tamoya gargantua, una specie tropicale, il ghiaccio, il solfato di alluminio e l'acqua calda.
Il farmaco di elezione nel trattamento degli stati più gravi di reazione infiammatoria al veleno di medusa è lo steroide, che è in grado di controllare le complicanze infiammatorie più gravi.

### Ropalio

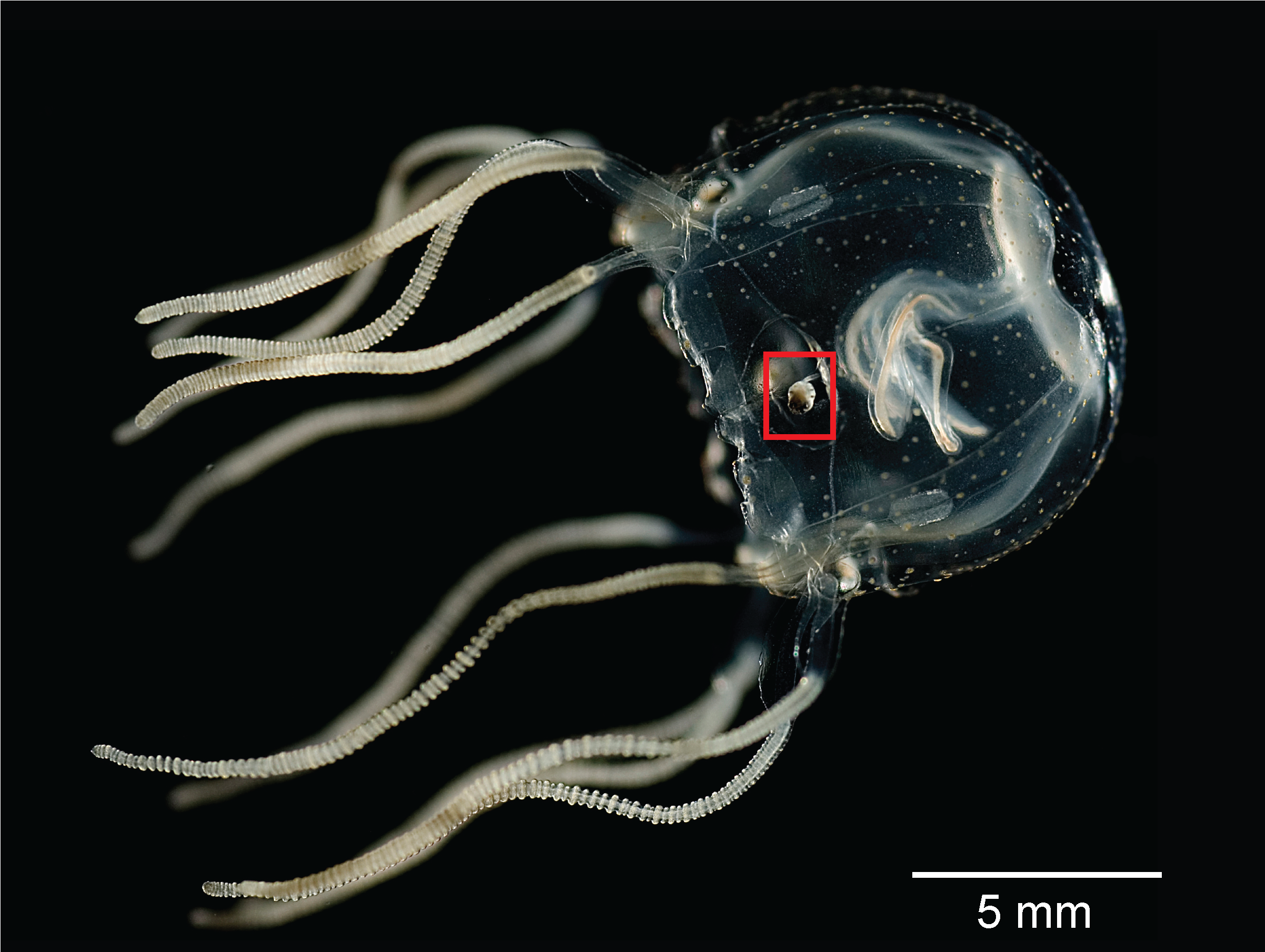
Localizzazione di un ropalio nella medusa Tripedalia cystophora.

Alcune classi di meduse, fra le quali le scifomeduse e i cubozoi, dispongono di ropali, un organo sensoriale dotato di occhi e di una statociste.
La statociste è una vescicola contenente un corpo minerale detto statolite (o statolito), vescicola che dà alla medusa il senso dell'orientamento spaziale.
I ropali sono nettamente più evoluti nelle meduse Cubozoa dove includono fino a sei occhi, una neuropupilla sensibile alla luce e una statociste. La struttura degli occhi può anche essere complessa, con lenti simili al cristallino. Fra tutti i cnidari, i cubozoi sono gli unici capaci di nuotare attivamente per cacciare ed evitare ostacoli proprio grazie all'elaborato sistema visivo dei loro ropali.
Nei ropali anatomicamente più semplici, gli occhi sono sostituiti da una macchia oculare che permette all'animale di regolare la sua profondità secondo l'intensità della luce.

### Locomozione

Meccanismo di locomozione nelle meduse.

La locomozione nelle meduse è originale ed efficiente: i muscoli della mesoglea si espandono radialmente e si contraggono, generando un vortice di partenza che spinge l'animale in avanti; terminata la contrazione, la mesoglea arretra elasticamente, creando un vortice di arresto senza input di energia extra e dando così la possibilità al processo di ricominciare.

## Riproduzione

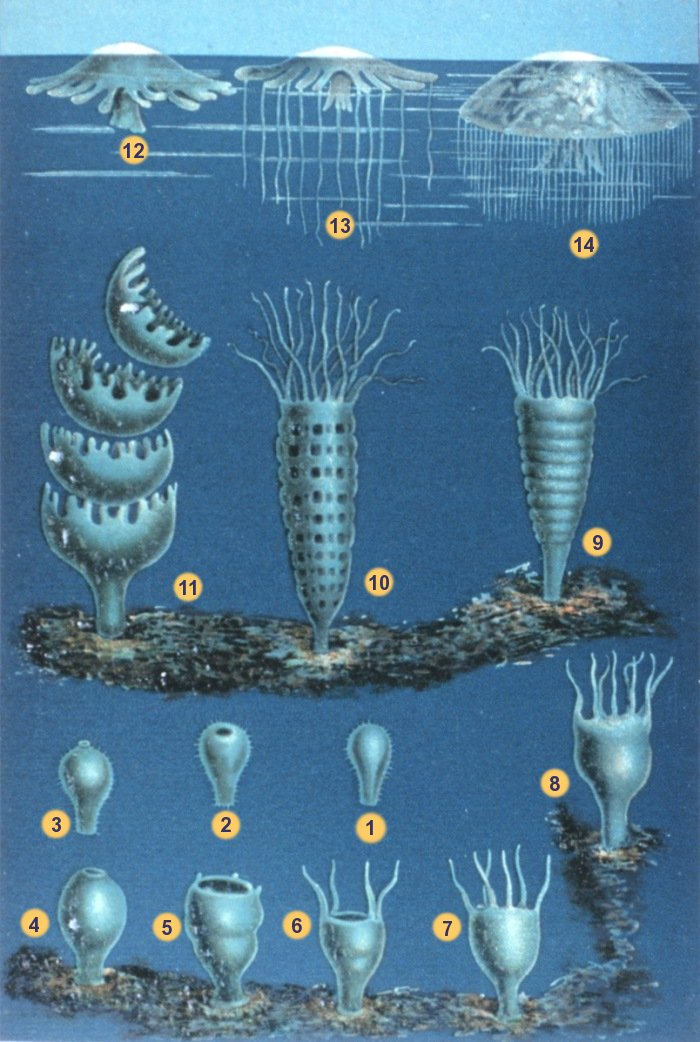
Ciclo vitale degli Scifozoi (strobilazione): 1-8 planula e sua metamorfosi fino allo stadio di scifistoma (stadio polipoide); 9-10 strobilazione; 11 liberazione delle efire; 12-14 trasformazione dell'efira in medusa adulta.

La riproduzione delle meduse è di tipo sessuale, avviene tramite gameti che generalmente vengono emessi nell'ambiente, dove avviene la fecondazione.
Negli Scifozoi si possono distinguere due fasi:
la fase sessuale
- la femmina depone le uova nel mare;
- il maschio libera gli spermatozoi che le fecondano;
- dallo zigote nasce la planula, una larva che scende e si fissa sul fondale dove poi successivamente assume la forma di un polipo e prende il nome di scifistoma (simile ad una attinia);

la fase asessuale
- lo scifistoma si divide in seguito in efire, giovani meduse che diventeranno adulte.

Predatori naturali delle meduse sono soprattutto i cetacei, i pesci palla e le tartarughe marine, che ormai scarseggiano nel Mediterraneo. Altri, come gli Aeolidacea (un sottordine di molluschi) si nutrono delle nematocisti situate sui loro tentacoli, immagazzinandole per scopi difensivi. 
Alcuni pesci, come i "sugarelli" nei nostri mari, sono immuni al veleno e usano le meduse come nascondiglio dai pericoli, utilizzandone addirittura la cavità digerente per depositare le uova da cui nasceranno i piccoli.

## Durata della vita
Poco è noto sul ciclo vitale di molte meduse, poiché i luoghi sul fondo del mare in cui vivono le forme bentoniche di quelle specie non sono stati trovati.
Secondo alcuni studi la particolare specie di medusa Turritopsis nutricula è potenzialmente immortale poiché, col passare del tempo, è in grado di ringiovanire sempre di più fino a ricominciare un nuovo ciclo di vita. Questo processo di ringiovanimento, detto transdifferenziazione, sembra essere causato da forti fattori ambientali che partecipano ai mutamenti cellulari dell'organismo.

## Pericolosità

Simbolo di pericolo associato a presenza di meduse, definito dalla norma internazionale ISO 7010.